# ویلوندی
ویلوندی (به لاتین: Villundy) یک منطقهٔ مسکونی در سری‌لانکا است که در ناحیه ترینکومالی واقع شده‌است.